# Lista dos rios mais extensos do mundo
Esta é uma lista dos rios mais extensos do mundo. Inclui os rios com mil km de extensão ou mais.
Quando a extensão de um rio for seguida de um asterisco (*), significa que é uma média de múltiplas pesquisas.

## 1-50[1]
| Legenda de cores por continentes | Legenda de cores por continentes | Legenda de cores por continentes | Legenda de cores por continentes | Legenda de cores por continentes | Legenda de cores por continentes |
| -------------------------------- | -------------------------------- | -------------------------------- | -------------------------------- | -------------------------------- | -------------------------------- |
| África                           | Ásia                             | América do Norte                 | América do Sul                   | Europa                           | Oceania                          |

|     | Rio                          | Extensão (km) | Área drenada (km²) | Vazão média (m³/s) | Escoadouro/Foz                    | País(es) da bacia hidrográfica |
| --- | ---------------------------- | ------------- | ------------------ | ------------------ | --------------------------------- | --- |
| 1   | Nilo                         | 6 650         | 3 349 000          | 5 100              | Mar Mediterrâneo                  | Sudão, Sudão do Sul, Etiópia, Egito, Uganda, Tanzânia, Quênia, Ruanda, Burundi, Eritreia, República Democrática do Congo |
| 2   | Amazonas                     | 6 568         | 6 915 000          | 219 000            | Oceano Atlântico                  | Brasil, Peru, Colômbia, Venezuela, Equador, Bolívia e Guiana |
| 3.  | Yangtze (Chang Jiang)        | 6 300         | 1 800 000          | 31 900             | Mar da China Oriental             | China |
| 4.  | Mississippi - Missouri       | 6 212         | 2 980 000          | 16 200             | Golfo do México                   | Estados Unidos (98,5%), Canadá (1,5%) |
| 5.  | Ob - Irtich                  | 5 570         | 2 990 000          | 12 800             | Golfo de Ob                       | Rússia, Cazaquistão, China |
| 6.  | Rio Congo                    | 4 667         | 3 680 000          | 41 800             | Oceano Atlântico                  | República Democrática do Congo, República Centro-Africana, Angola, República do Congo, Tanzânia, Camarões, Zâmbia, Burundi, Rwanda |
| 7.  | Huang He (Amarelo)           | 4 672         | 745 000            | 2 110              | Mar de Bohai (Balhae)             | China |
| 8.  | Paraná                       | 4 605         | 3 100 000          | 25 700             | Rio da Prata                      | Brasil (46,7%), Argentina (27,7%), Paraguai (13,5%), Bolívia (8,3%), Uruguai (3,8%) |
| 9.  | Amur (Heilong)               | 4 509         | 1 855 000          | 11 400             | Mar de Okhotsk                    | Rússia, China, Mongólia |
| 10. | Lena                         | 4 269         | 2 490 000          | 17 100             | Mar de Laptev                     | Rússia |
| 11. | Mackenzie - Peace - Finlay   | 4 241         | 1 790 000          | 10 300             | Mar de Beaufort                   | Canadá |
| 12. | Mekong                       | 4 184         | 810 000            | 16 000             | Mar da China Meridional           | Laos, Tailândia, China, Camboja, Vietnã, Mianmar |
| 13. | Níger                        | 4 168         | 2 090 000          | 9 570              | Golfo da Guiné                    | Nigéria (26,6%), Mali (25,6%), Níger (23,6%), Argélia (7,6%), Guiné (4,5%), Camarões (4,2%), Burkina Faso (3,9%), Costa do Marfim, Benim, Chade |
| 14. | Ienissei - Angara - Selenga  | 4 129         | 2 580 000          | 19 600             | Mar de Kara                       | Rússia, Mongólia |
| 15. | Murray - Darling             | 3 717         | 3 490 000          | 767                | Oceano Antártico                  | Austrália |
| 16. | Volga                        | 3690*         | 1 380 000          | 8 080              | Mar Cáspio                        | Rússia (99,8%), Cazaquistão, Bielorrússia |
| 17. | Madeira - Mamoré             | 3 315         |                    | 19 000             | Rio Amazonas                      | Brasil, Bolívia, Peru |
| 18. | Xatalárabe - Eufrates        | 3 296         | 884 000            | 856                | Golfo Pérsico                     | Iraque (40,5%), Turquia (24,8%), Irão (19,7%), Síria (14,7%) |
| 19. | Purus                        | 3 218         |                    |                    | Rio Amazonas                      | Brasil, Peru |
| 20. | Yukon                        | 3 184         | 850 000            | 6 210              | Mar de Bering                     | Estados Unidos (59,8%), Canadá (40,2%) |
| 21. | Indo (Sindhu)                | 3 180         | 960 000            | 7 160              | Mar Arábico                       | Paquistão, Índia, China, território disputado (Caxemira), Afeganistão (6,3%) |
| 22. | São Francisco                | 3 180*        | 610 000            | 3 300              | Oceano Atlântico                  | Brasil |
| 23. | Sir Dária                    | 3 078         | 100 000            |                    | Mar de Aral                       | Cazaquistão, Quirguistão, Uzbequistão, Tadjiquistão |
| 24. | Salween (Salwin) (Nù Jiāng)  | 3 060         | 324 000            |                    | Mar de Andamão                    | China (52,4%), Mianmar (43,9%), Tailândia (3,7%) |
| 25. | São Lourenço - Grandes Lagos | 3 058         | 1 030 000          | 10 100             | Golfo de São Lourenço             | Canadá (52,1%), Estados Unidos (47,9%) |
| 26. | Rio Grande                   | 3 057         | 570 000            | 82                 | Golfo do México                   | Estados Unidos (52,1%), México (47,9%) |
| 27. | Tunguska Inferior            | 2 989         |                    | 3 600              | Rio Ienissei                      | Rússia |
| 28. | Rio Bramaputra               | 2 948*        | 1 730 000          | 43 900             | Golfo de Bengala                  | Índia (58,0%), China (19,7%), Nepal (9,0%), Bangladesh (6,6%), disputada Índia/China (4,2%), Butão (2,4%) |
| 29. | Danúbio                      | 2 850*        | 817 000            | 7 130              | Mar Negro                         | Roménia (28,9%), Hungria (11,7%), Áustria (10,3%), Sérvia (10.3%), Alemanha (7,5%), Eslováquia (5,8%), Bulgária (5,2%), Bósnia e Herzegovina (4,8%), Croácia (4,5%), Ucrânia (3,8%), República Checa (2,6%), Eslovénia (2,2%), Moldova (1,7%), Suíça (0,32%), Itália (0,15%), Polónia (0,09%), Albânia (0,03%) |
| 30. | Tocantins                    | 2 699         | 1 400 000          |                    | Baía do Marajó, Delta do Amazonas | Brasil |
| 31. | Zambeze                      | 2 693*        | 1 330 000          | 4 880              | Canal de Moçambique               | Zâmbia (41,6%), Angola (18,4%), Zimbábue (15,6%), Moçambique (11,8%), Malawi (8,0%), Tanzânia (2,0%), Namíbia, Botswana |
| 32. | Vilyuy                       | 2 650         |                    |                    | Rio Lena                          | Rússia |
| 33. | Araguaia                     | 2 627         |                    |                    | Rio Tocantins                     | Brasil |
| 34. | Amu Dária                    | 2 620         |                    |                    | Mar de Aral                       | Uzbequistão, Turcomenistão, Tadjiquistão, Afeganistão |
| 35. | Japurá (Rio Yapurá)          | 2 615*        |                    |                    | Rio Amazonas                      | Brasil, Colômbia |
| 36. | Nelson - Saskatchewan        | 2 570         | 1 093 000          | 2 575              | Baía de Hudson                    | Canadá, Estados Unidos |
| 37. | Paraguai                     | 2 549         |                    | 4 300              | Rio Paraná                        | Brasil, Paraguai, Bolívia, Argentina |
| 38. | Kolyma                       | 2 513         |                    |                    | Mar Siberiano Oriental            | Rússia |
| 39. | Ganges                       | 2 510         |                    | 14 270             | Rio Bramaputra, Golfo de Bengala  | Índia, Bangladesh, Nepal |
| 40. | Pilcomayo                    | 2 500         |                    |                    | Rio Paraguai                      | Paraguai, Argentina, Bolívia |
| 41. | Ob Superior                  | 2 490         |                    |                    | Rio Ob                            | Rússia |
| 42. | Ishim                        | 2 450         |                    |                    | Rio Irtich                        | Cazaquistão, Rússia |
| 43. | Juruá                        | 2 410         |                    |                    | Rio Amazonas                      | Peru, Brasil |
| 44. | Ural                         | 2 428         | 237 000            | 475                | Mar Cáspio                        | Rússia, Cazaquistão |
| 45. | Arkansas                     | 2 348         | 505 000            |                    | Rio Mississippi                   | Estados Unidos |
| 46. | Ubangi - Uele                | 2 300         |                    |                    | Rio Congo                         | República Democrática do Congo, República Centro-Africana |
| 47. | Olenyok                      | 2 292         |                    |                    | Mar de Laptev                     | Rússia |
| 48. | Dnieper                      | 2 287         | 516 300            | 1 670              | Mar Negro                         | Rússia, Bielorrússia, Ucrânia |
| 49. | Aldan                        | 2 273         |                    |                    | Rio Lena                          | Rússia |
| 50. | Negro                        | 2 250         |                    |                    | Rio Amazonas                      | Brasil, Venezuela, Colômbia |

## 51-100
| Legenda de cores por continentes | Legenda de cores por continentes | Legenda de cores por continentes | Legenda de cores por continentes | Legenda de cores por continentes | Legenda de cores por continentes |
| -------------------------------- | -------------------------------- | -------------------------------- | -------------------------------- | -------------------------------- | -------------------------------- |
| Ásia                             | África                           | América do Norte                 | América do Sul                   | Europa                           | Oceania                          |

|      | Rio                                          | Extensão (km) | Área drenada (km²) | Vazão média (m³/s) | Escoadouro/Foz          | País(es) da bacia hidrográfica                   |
| ---- | -------------------------------------------- | ------------- | ------------------ | ------------------ | ----------------------- | ------------------------------------------------ |
| 51.  | Columbia                                     | 2.250         |                    |                    | Oceano Pacífico         | Estados Unidos, Canadá                           |
| 52.  | Colorado                                     | 2.333         | 390.000            | 1.200              | Golfo da Califórnia     | Estados Unidos, México                           |
| 53.  | Rio das Pérolas - Xi Jiang (Oeste) (Si Kang) | 2.200         | 437.000            | 13.600             | Mar da China Meridional | China                                            |
| 54.  | Rio Red do Sul                               | 2.188         |                    |                    | Rio Mississippi         | Estados Unidos                                   |
| 55.  | Irauádi                                      | 2.170         | 411.000            | 13.000             | Mar de Andamão          | Mianmar                                          |
| 56.  | Cassai                                       | 2.153         |                    |                    | Rio Congo               | Angola, República Democrática do Congo           |
| 57.  | Ohio - Allegheny                             | 2.102         | 490.603            |                    | Rio Mississippi         | Estados Unidos                                   |
| 58.  | Rio Orinoco                                  | 2.101         | 41.000             | 30.000             | Oceano Atlântico        | Venezuela, Colômbia                              |
| 59.  | Tarim                                        | 2.100         |                    |                    | Lop Nur                 | China                                            |
| 60.  | Xingu                                        | 2.100         |                    |                    | Rio Amazonas            | Brasil                                           |
| 61.  | Orange                                       | 2.092         |                    |                    | Oceano Atlântico        | África do Sul, Namíbia, Botswana, Lesoto         |
| 62.  | Salado Norte                                 | 2.010         |                    |                    | Rio Paraná              | Argentina                                        |
| 63.  | Vitim                                        | 1.978         |                    |                    | Rio Lena                | Rússia                                           |
| 64.  | Tigre                                        | 1.950         |                    | 1.014              | Xatalárabe              | Turquia, Iraque, Síria, Irã                      |
| 65.  | Songhua                                      | 1.927         |                    |                    | Rio Amur                | China                                            |
| 66.  | Tapajós                                      | 1.900         |                    |                    | Rio Amazonas            | Brasil                                           |
| 67.  | Rio Don                                      | 1.870         |                    |                    | Mar de Azov             | Rússia                                           |
| 68.  | Rio Tunguska Pedregoso                       | 1.865         |                    |                    | Rio Ienissei            | Rússia                                           |
| 69.  | Rio Parnaíba                                 | 1.850         |                    |                    | Oceano Atlântico        | Brasil                                           |
| 70.  | Pechora                                      | 1.809         |                    |                    | Mar de Barents          | Rússia                                           |
| 71.  | Kama                                         | 1.805         |                    |                    | Rio Volga               | Rússia                                           |
| 72.  | Limpopo                                      | 1.800         |                    |                    | Oceano Índico           | Moçambique, Zimbabwe, África do Sul, Botswana    |
| 73.  | Uruguai                                      | 1.770         |                    | 4.600              | Rio da Prata            | Uruguai, Argentina, Brasil                       |
| 74.  | Guaporé                                      | 1.749         |                    |                    | Rio Mamoré              | Brasil, Bolívia                                  |
| 75.  | Indigirka                                    | 1.726         |                    |                    | Mar Siberiano Oriental  | Rússia                                           |
| 76.  | Snake                                        | 1.670         |                    |                    | Rio Columbia            | Estados Unidos da América                        |
| 77.  | Senegal                                      | 1.641         |                    |                    | Oceano Atlântico        | Senegal, Mali, Mauritânia                        |
| 78.  | Nilo Azul                                    | 1.600         |                    |                    | Rio Nilo                | Etiópia, Sudão                                   |
| 78.  | Churchill                                    | 1.600         |                    |                    | Baía de Hudson          | Canadá                                           |
| 78.  | Khatanga                                     | 1.600         |                    |                    | Mar de Laptev           | Rússia                                           |
| 78.  | Cubango                                      | 1.600         |                    |                    | Delta do Okavango       | Namíbia, Angola, Botswana                        |
| 78.  | Volta                                        | 1.600         |                    |                    | Golfo da Guiné          | Gana, Burkina Faso, Togo, Costa do Marfim, Benim |
| 83.  | Beni                                         | 1,599         |                    |                    | Rio Madeira             | Bolívia                                          |
| 84.  | Platte                                       | 1.594         |                    |                    | Rio Missouri            | Estados Unidos da América                        |
| 85.  | Tobol                                        | 1.591         |                    |                    | Irtich                  | Cazaquistão, Rússia                              |
| 86.  | Juba - Shebelle                              | 1.580*        |                    |                    | Oceano Índico           | Etiópia, Somália                                 |
| 87.  | Içá (Putumayo)                               | 1.575         |                    |                    | Rio Amazonas            | Brasil, Peru, Colômbia, Equador                  |
| 88.  | Magdalena                                    | 1.550         |                    |                    | Mar do Caribe           | Colômbia                                         |
| 89.  | Han                                          | 1.532         |                    |                    | Rio Yangtze             | República Popular da China                       |
| 90.  | Lomami                                       | 1.500         |                    |                    | Rio Congo               | República Democrática do Congo                   |
| 90.  | Oka                                          | 1.500         |                    |                    | Rio Volga               | Rússia                                           |
| 90.  | Pecos                                        | 1.490         |                    |                    | Rio Grande              | Estados Unidos da América                        |
| 93.  | Ienissei Superior                            | 1.480         |                    |                    | Rio Ienissei            | Rússia, Mongólia                                 |
| 94.  | Godavari                                     | 1.465         |                    |                    | Golfo de Bengala        | Índia                                            |
| 95.  | Colorado                                     | 1.438         |                    |                    | Golfo do México         | Estados Unidos                                   |
| 96.  | Rio Grande (Guapay)                          | 1.438         |                    |                    | Ichilo                  | Bolívia                                          |
| 97.  | Belaya                                       | 1.420         |                    |                    | Rio Kama                | Rússia                                           |
| 98.  | Cooper - Barcoo                              | 1.420         |                    |                    | Lago Eyre               | Austrália                                        |
| 99.  | Marañón                                      | 1.415         |                    |                    | Rio Amazonas            | Peru                                             |
| 100. | Rio Dniester                                 | 1.411         |                    |                    | Mar Negro               | Ucrânia, Moldávia                                |

## 101-161
| Legenda de cores por continentes | Legenda de cores por continentes | Legenda de cores por continentes | Legenda de cores por continentes | Legenda de cores por continentes | Legenda de cores por continentes |
| -------------------------------- | -------------------------------- | -------------------------------- | -------------------------------- | -------------------------------- | -------------------------------- |
| África                           | Ásia                             | América do Norte                 | América do Sul                   | Europa                           | Oceania                          |

|      | Rio                   | Extensão (km) | Área drenada (km²) | Vazão média (m³/s) | Escoadouro/Foz          | País(es) da bacia hidrográfica                                                     |
| ---- | --------------------- | ------------- | ------------------ | ------------------ | ----------------------- | ---------------------------------------------------------------------------------- |
| 101. | Benue                 | 1.400         |                    |                    | Níger                   | Camarões, Nigéria                                                                  |
| 101. | Ili                   | 1.400         |                    |                    | Lago Balkhash           | República Popular da China, Cazaquistão                                            |
| 103. | Warburton - Georgina  | 1.400         |                    |                    | Lago Eyre               | Austrália                                                                          |
| 104. | Yamuna                | 1.376         |                    |                    | Rio Ganges              | Índia                                                                              |
| 105. | Sutlej                | 1.370         |                    |                    | Rio Chenab              | Índia, Paquistão                                                                   |
| 106. | Vyatka                | 1.370         |                    |                    | Rio Kama                | Rússia                                                                             |
| 107. | Fraser                | 1.368         |                    |                    | Oceano Pacífico         | Canadá                                                                             |
| 108. | Kura                  | 1.364         |                    |                    | Mar Cáspio              | Azerbaijão, Geórgia, Armênia, Turquia, Irã                                         |
| 109. | Grande                | 1.360         |                    |                    | Rio Paraná              | Brasil                                                                             |
| 110. | Brazos                | 1.352         |                    |                    | Golfo do México         | Estados Unidos                                                                     |
| 111. | Liao                  | 1.345         |                    |                    | Mar de Bohai            | China                                                                              |
| 112. | Yalong                | 1.323         |                    |                    | Rio Yangtze             | China                                                                              |
| 113. | Iguaçu                | 1.320         |                    |                    | Rio Paraná              | Brasil, Argentina                                                                  |
| 114. | Olyokma               | 1.320         |                    |                    | Rio Lena                | Rússia                                                                             |
| 111. | Reno                  | 1.320         |                    |                    | Mar do Norte            | Alemanha, França, Suíça, Países Baixos, Áustria, Luxemburgo, Liechtenstein, Itália |
| 115. | Krishna               | 1.300         |                    |                    | Golfo de Bengala        | Índia                                                                              |
| 116. | Iriri                 | 1.300         |                    |                    | Rio Xingu               | Brasil                                                                             |
| 117. | Narmada               | 1.289         |                    |                    | Mar Arábico             | Índia                                                                              |
| 118. | Ottawa                | 1.271         |                    |                    | São Lourenço            | Canadá                                                                             |
| 119. | Zeya                  | 1.242         |                    |                    | Rio Amur                | Rússia                                                                             |
| 120. | Juruena               | 1.240         |                    |                    | Rio Tapajós             | Brasil                                                                             |
| 121. | Mississippi Superior  | 1.236         |                    |                    | Rio Mississippi         | Estados Unidos                                                                     |
| 122. | Athabasca             | 1.231         |                    |                    | Mackenzie               | Canadá                                                                             |
| 123. | Canadian              | 1.223         |                    |                    | Arkansas                | Estados Unidos                                                                     |
| 124. | Saskatchewan do Norte | 1.220         |                    |                    | Rio Saskatchewan        | Canadá                                                                             |
| 125. | Vaal                  | 1.210         |                    |                    | Rio Orange              | África do Sul                                                                      |
| 126. | Shire                 | 1.200         |                    |                    | Rio Zambeze             | Moçambique, Malawi                                                                 |
| 127. | Nen (Nonni)           | 1.190         |                    |                    | Rio Songhua             | China                                                                              |
| 128. | Green                 | 1.175         |                    |                    | Rio Colorado            | Estados Unidos                                                                     |
| 129. | Milk                  | 1.173         |                    |                    | Rio Missouri            | Estados Unidos, Canadá                                                             |
| 130. | Elba                  | 1.162*        |                    |                    | Mar do Norte            | Alemanha, República Checa                                                          |
| 131. | Chindwin              | 1.158         |                    |                    | Rio Irauádi             | Mianmar                                                                            |
| 132. | James                 | 1.143         |                    |                    | Rio Missouri            | Estados Unidos                                                                     |
| 132. | Kapuas                | 1.143         |                    |                    | Mar da China Meridional | Indonésia, Malásia                                                                 |
| 134. | Helmand               | 1.130         |                    |                    | Hamun-i-Helmand         | Afeganistão, Irão                                                                  |
| 134. | Madre de Dios         | 1.130         |                    |                    | Rio Madeira             | Peru, Bolívia                                                                      |
| 134. | Tietê                 | 1.130         |                    |                    | Rio Paraná              | Brasil                                                                             |
| 134. | Vychegda              | 1.130         |                    |                    | Rio Duína do Norte      | Rússia                                                                             |
| 138. | Sepik                 | 1.126         |                    |                    | Oceano Pacífico         | Papua-Nova Guiné, Indonésia                                                        |
| 139. | Cimarron              | 1.123         |                    |                    | Rio Arkansas            | Estados Unidos                                                                     |
| 140. | Anadyr                | 1.120         |                    |                    | Golfo de Anadyr         | Rússia                                                                             |
| 140. | Paraíba do Sul        | 1.120         |                    |                    | Oceano Atlântico        | Brasil                                                                             |
| 142. | Liard                 | 1.115         |                    |                    | Rio Mackenzie           | Canadá                                                                             |
| 143. | Branco                | 1.102         |                    |                    | Rio Mississippi         | Estados Unidos                                                                     |
| 144. | Huallaga              | 1.100         |                    |                    | Rio Marañón             | Peru                                                                               |
| 145. | Gâmbia                | 1.094         |                    |                    | Oceano Atlântico        | Gâmbia, Senegal, Guiné                                                             |
| 146. | Chenab                | 1.086         |                    |                    | Rio Indo                | Índia, Paquistão                                                                   |
| 147. | Yellowstone           | 1.080         |                    |                    | Rio Missouri            | Estados Unidos                                                                     |
| 147. | Donets                | 1.078         |                    |                    | Rio Don                 | Ucrânia, Rússia                                                                    |
| 149. | Bermejo               | 1.050         |                    |                    | Rio Paraguai            | Argentina, Bolívia                                                                 |
| 149. | Fly                   | 1.050         |                    |                    | Golfo de Papua          | Papua-Nova Guiné, Indonésia                                                        |
| 149. | Guaviare              | 1.050         |                    |                    | Orinoco                 | Colômbia                                                                           |
| 149. | Kuskokwim             | 1.050         |                    |                    | Mar de Bering           | Estados Unidos                                                                     |
| 153. | Tennessee             | 1.049         |                    |                    | Rio Ohio                | Estados Unidos                                                                     |
| 154. | Duína Ocidental       | 1.020         |                    |                    | Golfo de Riga           | Letónia, Bielorrússia, Rússia                                                      |
| 155. | Gila                  | 1.015         |                    |                    | Rio Colorado            | Estados Unidos                                                                     |
| 156. | Vístula               | 1.014         |                    |                    | Mar Báltico             | Polónia                                                                            |
| 157. | Loire                 | 1.012         |                    |                    | Oceano Atlântico        | França                                                                             |
| 158. | Essequibo             | 1.010         |                    |                    | Oceano Atlântico        | Guiana                                                                             |
| 158. | Khoper                | 1.010         |                    |                    | Rio Don                 | Rússia                                                                             |
| 160. | Tejo                  | 1.006         |                    |                    | Oceano Atlântico        | Espanha, Portugal                                                                  |
| 161. | Colorado              | 1.000         |                    |                    | Oceano Atlântico        | Argentina                                                                          |